# Ellen Barkin
Ellen Rona Barkin, född 16 april 1954 i Bronx i New York, är en amerikansk skådespelare och filmproducent.
Barkin började sin karriär inom teatern. Hon gifte sig i slutet av 1980-talet med skådespelaren Gabriel Byrne och fick två barn. Paret separerade 1993 och skilde sig 1999. Mellan 2000 och 2006 var hon gift med miljardären Ronald Perelman.

## Filmografi i urval
- 1982 – Fiket
- 1983 – På nåd och onåd
- 1983 – Eddie and the Cruisers
- 1983 – Daniel
- 1984 – Den sista ronden
- 1984 – Harry & Son
- 1986 – Brottsplats New Orleans
- 1986 – Down by Law
- 1986 – Ökenblom
- 1987 – Siesta
- 1988 – Vredens dag
- 1989 – Sea of Love
- 1989 – Johnny Handsome
- 1991 – Switch
- 1992 – Par i trubbel
- 1992 – Hästen från havet
- 1993 – En främling i familjen
- 1995 – Wild Bill
- 1995 – Bad Company
- 1996 – The Fan
- 1996 – Trigger Happy
- 1997 – Om kvinnor hade vingar (TV-film)
- 1998 – Fear and Loathing in Las Vegas
- 2001 – Trogen tjur sökes
- 2004 – She Hate Me
- 2004 – Palindromes
- 2007 – Ocean's Thirteen
- 2010 – Letters to Juliet (endast producent)
- 2012–2013 – The New Normal (TV-serie)
- 2023 – Poker Face (TV-serie)